# Cleo Laine
Clementina Dinah Bullock, nota come Cleo Laine o Dame Cleo Laine (Londra, 28 ottobre 1927 – Wavendon, 24 luglio 2025), è stata una cantante britannica.

## Biografia
Esordì nel 1950. Nel 1983 vinse il Grammy quale migliore interprete femminile jazz; prima di lei nessuna artista britannica aveva ottenuto tale riconoscimento. 
Nel 1997 divenne Dama dell'Ordine dell'Impero Britannico.
Cleo Laine è morta nel 2025, all'età di 97 anni, per cause naturali. 

## Vita privata
Nel 1946 sposò George Langridge, un piastrellista, dal quale ebbe un figlio, Stuart. La coppia divorziò nel 1957. 
Nel 1958 passò a nuove nozze col sassofonista John Dankworth, che la lasciò vedova il 7 febbraio 2010: la cantante annunciò la morte del marito al termine di un concerto, in quello stesso giorno.  Dal matrimonio nacquero un figlio, Alec, e una figlia, Jacqueline. 
Dal 2018, anno in cui concluse la carriera, risiedeva a Wavendon, nel Buckinghamshire.
Suo figlio Stuart le premorì nel 2019.

## Discografia
- 1950–52 Get Happy Esquire

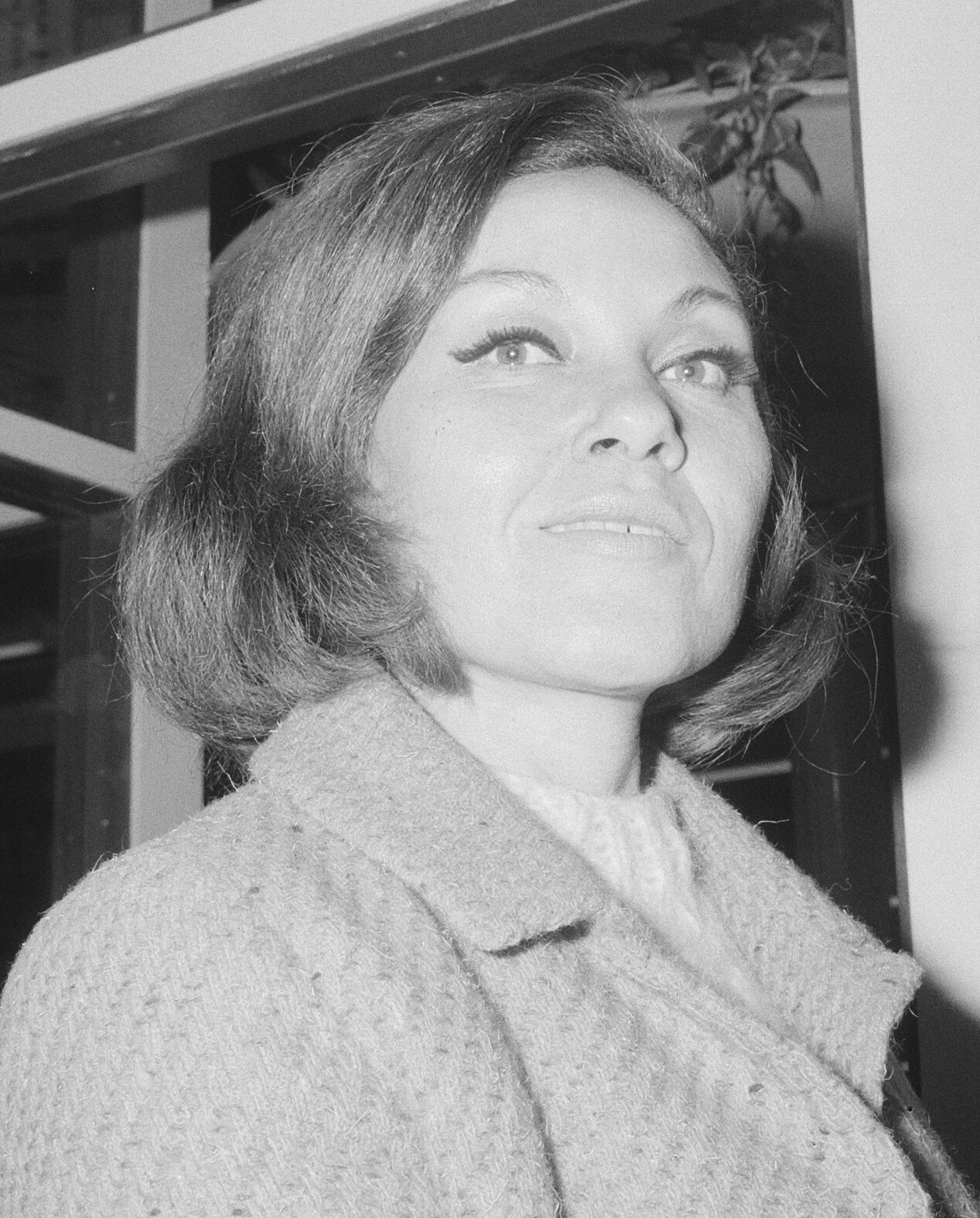
Cleo Laine nel 1965

- 1955 Cleo Sings British (10") Esquire
- 1957 Meet Cleo Laine
- 1957 She's the Tops MGM 2354026
- 1959 Valmouth (original cast) Pye
- 1961 Jazz Date (con Tubby Hayes) Wing
- 1961 Spotlight on Cleo
- 1962 All About Me Fontana
- 196? Cleo Laine Jazz Master Series DRG Records MRS 502
- 1963 Cindy Ella (orig cast of 1962 Xmas production) Decca
- 1963 Beyond the Blues (American Negro Poetry) Argo
- 1964 Shakespeare and All that Jazz Fontana
- 1964 This is Cleo Laine Shakespeare and All That Jazz Philips
- 1966 Woman Talk Fontana
- 1967 Facade (con Annie Ross) British reissue: Philips Fontana
- 1968 If We Lived on Top of a Mountain Fontana
- 1968 Soliloquy Fontana
- 1969 The Idol Fontana
- 1969 The Unbelievable Miss Cleo Laine Fontana
- 1971 Portrait Philips
- 1972 An Evening with Cleo Laine and the John Dankworth Quartet Philips, Sepia
- 1972 Feel the Warm Philips
- 1972 Showboat (single LP) EMI/Columbia
- 1972 Showboat (double LP) EMI/Stanyan
- 1972 This is Cleo Laine EMI
- 1973 I Am A Song RCA
- 1973 Day by Day Stanyan
- 1974 Live at Carnegie Hall RCA
- 1974 Close Up RCA
- 1974 Pierrot Lunaire (Schoenberg) Ives Songs RCA
- 1974 A Beautiful Thing (con James Galway) RCA
- 1974 Easy Living RCA
- 1974 Spotlight on Cleo Laine (double LP) Philips
- 1974 Cleo's Choice Pye
- 1975 Cleo's Choice (abridged issue on Quintessence Jazz) Quintessence
- 1975 The Unbelievable Miss Cleo Laine Contour 6870675
- 1976 Born on a Friday RCA
- 1976 Close Up (re-issue?) Victor
- 1976 Live at the Wavendon Festival BBC (Black Lion)
- 1976 Porgy & Bess (con Ray Charles)  London
- 1976 Return to Carnegie RCA
- 1976 Best Friends (con John Williams) RCA
- 1976 Leonard Feather's Encyclopedia of Jazz in the '70's RCA
- 1977 20 Famous Show Hits Arcade
- 1977 The Sly Cormorant Argo (Decca)
- 19?? Romantic Cleo RCA 42750
- 1978 Showbiz Personalities of 1977 9279304
- 1978 The Early Years Pye GH653
- 1978 Gonna Get Through RCA
- 1978 A Lover & His Lass Esquire Treasure
- 1978 Wordsongs (double LP) RCA
- 1979 One More Day DRG
- 1979 The Cleo Laine Collection (double LP) RCA
- 1980 Cleo's Choice (re-issue?) Pickwick
- 1980 Collette (original cast) Sepia
- 1980 Sometimes When We Touch (con James Galway) RCA
- 1980 The Incomparable Black Lion BLM51006
- 1981 One More Day Sepia
- 1982 Smilin' Through (con Dudley Moore) CBS
- 1983 Platinum Collection (double LP) Magenta
- 1983 Off the Record WEA Sierra GFE DD1003
- 1984 Let the Music Take You (con John Williams) CBS
- 1985 Cleo at Carnegie the 10th Anniversary Concert RCA
- 1985 That Old Feeling CBS
- 1985 Johnny Dankworth and his Orchestra
- 1985 The John Dankworth 7 featuring Cleo Laine EMI
- 1986 Wordsongs Westminster
- 1986 The Mystery of Edwin Drood Philips
- 1986 Unforgettable 16 Golden Classics Castle
- 1986 Cleo Laine The Essential Collection Sierra
- 1987 Unforgettable PRT
- 1987 Classic Gershwin  CBS
- 1988 Cleo Laine Sings Sondheim RCA
- 1988 Showboat EMI/Stanyan
- 1988 Cleo Laine & John Dankworth Shakespeare and All That Jazz Affinity
- 1989 Woman to Woman RCA
- 1989 Jazz RCA
- 1989 Portrait of a Song Stylist Harmony
- 1991 Young At Heart Castle ATJCD 5959
- 1991 Spotlight on Cleo Laine Phonogram 848129.2
- 1991 Pachebel's Greatest Hits (1 track) RCA
- 1992 Nothing Without You (con Mel Tormé) Concord
- 1993 On the Town (1 track)
- 1994 I Am a Song RCA
- 1994 Blue and Sentimental RCA
- 1995 Solitude RCA
- 1997 The Very Best of Cleo Laine RCA
- 1997 Mad About the Boy Abracadabra
- 1998 Ridin' High (Early Sessions) Koch
- 1998 Trav'lin' Light: The Johnny Mercer Songbook (1 track) Verve
- 1998 Let's Be Frank (1 track) MCA
- 1998 The Collection Spectrum Music
- 1999 Sondheim Tonight Live From the Barbican (1 track) Jay
- 1999 The Best of Cleo Laine Redial
- 1999 The Silver Anniversary Concert (Carnegie Hall, Limited Edition) Sepia
- 1999 Christmas at the Stables
- 1999 That Old Feeling Sony
- 2001 Quintessential Cleo Gold Label
- 2001 Live in Manhattan Gold Label
- 2002 Quality Time Universal/Absolute
- 2003 Loesser Genius Qnote
- 2005 Once Upon A Time Qnote
- 2006 London Pride Castle Pulse
- 2010 Jazz Matters Qnote